# Eugyra dakarensis
Eugyra dakarensis is een zakpijpensoort uit de familie van de Molgulidae. De wetenschappelijke naam van de soort is voor het eerst geldig gepubliceerd in 1896 door Pizon.